# CAS登録番号
CAS登録番号（キャスとうろくばんごう、CAS registry number）とは、化学物質を特定するための番号である。CAS番号、CASナンバー、CAS RNとも呼ばれる。

## 概要
アメリカ化学会 (American Chemical Society, ACS) が発行するChemical Abstracts誌で使用される化合物番号で、同学会の下部組織であるCAS (Chemical Abstracts Service) が、同誌をはじめ各種検索サービスとCASレジストリへの登録業務を行っている。日本では、一般社団法人化学情報協会がCASの代理店業務を行い、CAS登録番号取得の取次ぎも行っている。
CASレジストリに登録される化学物質は以下の通り：
- 有機化合物
- 無機化合物
- 金属
- 合金
- 鉱物
- 錯体化合物
- 有機金属化合物
- 高分子化合物
- 元素
- 同位体
- 核子
- タンパク質と核酸
- 重合体
- 構造を持たない素材 (Nonstructurable materials, UVCBs)

現在の登録数はCASのWebサイト「CAS Database Counter」に逐次公開され、1日あたり約14,000の物質が登録されている。2022年2月時点で約193,000,000の無機および有機化合物、約69,000,000のタンパク質や遺伝子の配列が登録されている。
Chemical Abstracts誌は1907年から収録を開始し、現在では全世界が発行している40,000誌以上の学術雑誌、特許、学会議事録などの文書を要約している。したがってCASレジストリは化学物質IDのデファクトスタンダードになっており、化合物の各種申請に際してCAS登録番号の提示が求められることが多い。
CAS登録番号はハイフンにより3つの部分に分けられる。左は7桁（以下）の数値（2012年12月現在）、中央は2桁の数値、右は1桁の数値である。右の1桁はチェックディジットである。以下の特徴がある：
- 番号は基本的に登録順で、左の数値、中央の数値を用いた通し番号がつけられる
- 構造や物性などとは関連付けることなく割り当てられ、番号に化学的な意味は持たせていない

異性体は異なる物質なので、CAS登録番号の割り当ても異なる。例えばD-グルコースは50-99-7、L-グルコースは921-60-8である。まれに、分子の種類全体に対して1つの CAS 登録番号が割り当てられることもある（全てのアルコール脱水素酵素は9031-72-5である）。
チェックディジットの計算式は次のとおりである。
CAS登録番号が N8N7N6N5N4N3-N2N1-R （R, Ni は各桁の0～9の数字、桁が存在しない場合は0とみなす）の場合、
R = (8 × N8 + 7 × N7 + 6 × N6 + 5 × N5 + 4 × N4 + 3 × N3 + 2 × N2 + N1) mod 10
たとえば、水のCAS登録番号は 7732-18-5 なので、以下の通り5になる。
(6 × 7 + 5 × 7 + 4 × 3 + 3 × 2 + 2 × 1 + 1 × 8) = 105
105 mod 10 = 5 (105 = 10 × 10 + 5)

### 化学物質とCAS番号
基本は1つの化学物質に対して1つのCAS番号を付与し、重複割り当てをしないルールだが、実際は同一化学物質の別名に対しそれぞれ異なるCAS番号が登録されるケースが多く、十分に機能していない。また、商品名に対してもCAS番号の割り当てを実施しており、CASは純粋な化合物に対する番号に限らない事に対する注意が必要である。

## 商用利用及び他の化学物質データベースとのトラブル
CAS番号は商業ベースの番号である。5000個を超えるCAS番号を社内等の学術外で利用する際は商用とされ、CAS代理店の認可及び費用が発生する。また、学術利用であっても毎年書類申請による認可を受ける必要があり、検索に必要なSciFinderも有償である。加えて、商品名に対してCAS番号の割り当てを行うなど、CAS番号は商業色が非常に強く、他にもフリーの化学物質構造データベースであるPubchemを営業妨害として訴訟した事例がある。
この経緯により、PubchemやChEMBLEなど公的な化学物質の構造データベースはCAS番号を除外しており、CAS番号からAPI等を通じて一斉に情報を入手することが極めて困難な状況になっている。一方で、化学物質の構造情報を伴わない小規模なデータベースはCAS番号主体となっていることから、CAS番号の化学物質への重複割り当て、及び商品のCAS番号割り当てに起因した、CAS番号のレジストリキーとしての不整合と併せて、化学物質におけるデータベース間の連携を困難にする要因となっている。